# یوخانا
یوخانا (به لاتین: Juhana) یک روستا در لهستان است که در گمینا کورچو واقع شده‌است.